# 종8품
종8품은 고려와 조선의 18품계 중 제16등급의 품계였다.

## 조선
종8품에 해당하는 관직으로는 봉사·전곡·별검·기사관·부사용·수문장 등이 있었다.